# Марк Антоний (трибун 167 пр.н.е.)
Вижте пояснителната страница за други личности с името Марк Антоний.
Марк Антоний (на латински: Marcus Antonius) e политик на Римската република през 2 век пр.н.е.
През 167 пр.н.е. Марк Антоний e народен трибун. Неговите колеги са Марк Помпоний и Тиберий Семпроний. Той и колегите му Марк Помпоний са в опозиция към претора Марк Ювенций Тална, който обявил война на Родос. Консули тази година са Квинт Елий Пет и Марк Юний Пен. В Рим пристига делегация от Родос. Победителят на Древна Македония Луций Емилий Павел Македоник се връща в Рим с пленения цар Персей и празнува триумф, макар че народното събрание първо било против това.